# Соичиро Хонда
Соичиро Хонда (яп. 本田 宗一郎) е японски инженер и предприемач, основател на автомобилната корпорация Хонда Мотор. Той е един от символите на японското икономическо чудо, като благодарение на иновативния си дух, бедното селско момче става създател и ръководител на мулти-милионна и мулти-национална компания. Соичиро Хонда притежава над 150 регистрирани патента. През 1988 г. Соичиро Хонда става първият японец приет в залата на славата в Американския автомобилен музей. Наричан е японския Хенри Форд.

## Биография

### Ранни години
Соичиро Хонда е роден на 17 ноември 1906 в селцето Комио, префектура Шидзуока, като най-голямото дете на Гихей Хонда и жена му Мика. Баща му е ковач, семейството е бедно, но Соичиро е възпитаван в духа на най-добрите японски традиции.

### Арт Шокай
На 16 години Хонда напуска училище и започва работа във фирмата за ремонт на автомобили „Арт Шокай“ в Токио. В началото работи като бавачка за децата на собственика, но уменията му на механик скоро са забелязани. По-късно Хонда винаги споменава с уважение собственика на „Арт Шокай“ – Сакакибара, от когото научва много не само за ремонта на автомобили, но и за работата с клиенти и техниците. Сакакибара насърчава и интереса му към моторните спортове. През 1923 г. „Арт Шокай“ започва да произвежда състезателни коли, като Соичиро участва в конструирането на модела „Къртис“, оборудван със самолетен двигател. С този модел през 1924 г., заедно с брата на Сакакибара, печелят Петото автомобилно състезание на Япония.
На 20 години Хонда е призован в армията, но медицинските изследвания откриват, че е далтонист и е освободен от военна служба.
През 1928 г. Сакакибара му възлага да открие и управлява клон на фирмата в Хамамацу, близо до родното му място. Там Соичиро Хонда изявява изобретателския си талант, като не се задоволява само с ремонт на автомобили. Регистрира първият си патент, като заменя дървените спици на колелата с метални. Тази иновация има голям успех и му донася значително състояние. По-късно е наречен „Едисон от Хамамацу“. Продължава да участва в автомобилни състезания до 1936 г., когато катастрофира тежко с по-малкия си брат на пистата Тамагава. В същото състезание поставя рекорд от 120 км/ч.

### Токай Сейки
Въпреки че ръководи клона на „Арт Шокай“ с голям успех, ремонтът на автомобили вече не го удовлетворява и решава да се заеме с производство. През 1936 г. основава „Токай Сейки Джукогио“ (Тежкопромишлена компания Токай Сейки), произвеждаща сегменти за бутала. Сключва договор с Тойота, но в началото среща технологични трудности, като от 50 сегмента само 3 се одобряват. Това го кара да се запише задочно в Института на Хамамацу, където 2 години изучава металургия. Подобрява технологията и поръчките се увеличават, като работниците достигат над 2000. По време на Втората световна война предприятието преминава под контрола на държавата и произвежда военно снаряжение и части за бойни самолети. През 1942 г. Тойота придобива 40% дял от „Токай Сейки“ и Соичиро Хонда от президент става главен директор. Заради войната все повече жени работят в предприятието и Хонда прави постоянни нововъведения и автоматизации, за да гарантира качеството на изделията. По молба на шефа на фирмата Nippon Gakki (по-късно известна като Ямаха), Соичиро изобретява машина за производство на самолетни витла. Към края на войната фабриката на „Токай Сейки“ в Ямашита е разрушена от бомбардировките, а компанията пострадва и от голямо земетресение на 13 януари 1945 г.
След капитулацията на Япония, Соичиро продава фирмата на Тойота и една година води необичаен живот. Докато повечето японци дават всичко от себе си във възстановяването на страна, Хонда играе шах, свири на флейта, засажда зеленчукова градина и произвежда уиски.

### Създаване на Хонда Мотор
През октомври 1946 г. Соичиро Хонда създава „Хонда Гиджицу Кенкюджо“ (Изследователски Институт Хонда), фирма специализирана в моторизиране на велосипеди, чрез поставяне на малки двигатели, станали излишни в армията. Тези велосипеди стават много популярни и скоро фирмата започва да произвежда собствени двигатели. През 1948 г., заедно с Такео Фуджисава, Соичиро основава Хонда Мотор (англ. Honda Motor Company, Ltd.) и компанията започва да произвежда мотоциклети. Докато Фуджисава се заема с бизнес управлението, Хонда се концентрира върху инженерната част.

### Развитие на компанията
През 1949 г. на пазара се появява първият мотоциклет на Хонда Мотор, D-TYPE, наречен Dream, с двутактов двигател, но големият успех идва с четиритактовия модел Е-TYPE Dream през 1951, благодарение на оригиналния гърбичен дизайн на разпределителния вал. Следващият успех е мотопеда Хонда C100, популярен като Honda Super Cub, с 49 кубиков, четиритактов двигател, представен през 1958 г. Модела се произвежда и до днес, продадени са 60 милиона, което го прави най-продаваното моторно превозно средство в историята. Разпространението му в Югоизточна Азия е толкова голямо, че през Виетнамската война американците наричат Сайгон – Honda City. През 1958 г. Хонда решава да изгради дилърска мрежа в САЩ и въпреки скептицизма на всички, прави истинска революция на американския пазар на мотоциклети. Следващата година фирмата дебютира и на европейския пазар, а Honda Racing Team дебютира на престижното мотоциклетно състезание TT (Tourist Trophy) на остров Ман.
Хонда Мотор става най-големия производител на двигатели с вътрешно горене с най-различно проложение – от косачки за трева, двигатели за лодки и електрогенератори.

### Обществена дейност
През 1973 г., Соичиро Хонда, на 67 години, се оттегля от ръководството на фирмата навръх 25-ата годишнината от създаването ѝ. Така декларира убеждението си, че Хонда трябва да запази младежкия си дух. За разлика от повечето изпълнителни директори в Япония, които остават като глави на управителния съвет във фирмите си, той си запазва само титлата „главен съветник“. След пенсионирането си, Хонда се посвещава на обществена дейност.
Соичиро Хонда умира от чернодробна недостатъчност на 5 август 1991 г. в Токийска болница.